# Whitesboro (Texas)
Whitesboro város az USA Texas államában, Grayson megyében. Lakosainak száma 4074 fő (2020. április 1.).

## Népesség
A település népességének változása:
| Lakosok száma | 3760 | 3793 | 4074 |
|               | 2000 | 2010 | 2020 |